# Bulan, Hautes-Pyrénées
Bulan là một xã thuộc tỉnh Hautes-Pyrénées trong vùng Occitanie tây nam nước Pháp. Khu vực này có độ cao trung bình 500 mét trên mực nước biển.